# Земляні щитники
Земляні щитники (Cydnidae) — родина клопів (Heteroptera). Живуть в основному на землі, і не часто лазять на рослинах і деревах. Живляться соком рослин. Більшість видів риють нори та ведуть переважно підземний спосіб життя.

## Поширення
Поширені по всьому світі, найбільше у теплих регіонах.

## Опис
Клопи невеликого або середнього розміру (1,5–25 мм), широкі й часто потужної будови, мають п'ятичленникові вусиків. Їх можна впізнати за тим, що зовнішня сторона ніг (гомілок) має міцні шипи. Тіло гладке, голова сплощена, передні ноги міцні. За кольором вони зазвичай темні, частіше чорні.

## Спосіб життя
Більшість видів добре пристосовані до заривання в ґрунт, де вони живуть. Всі види травоїдні, переважно коренеїдні, а деякі завдають шкоди сільському господарству. Дорослі особини багатьох видів виявляють різний ступінь материнської турботи про яйця та німф. Багато видів у дорослому віці темні або чорні, тоді як їхні німфи червоні або жовті. Передбачається, що деякі види можуть бути міцетофагами.

## Систематика
Родина включає 88 родів і близько 680 видів.